# Looksery
Looksery — софтверная компания (Looksery, Inc.) и одноимённое мобильное приложение для модификации видео в реальном времени. 
Компания основана в 2013 году в Сан-Франциско (США) и специализируется на технологиях модификации потокового видео в режиме реального времени.
Приложение Looksery разрабатывается подразделениями компании в Одессе (Украина) и Сочи (Россия). В программе применяются фильтры коррекции изображения базирующиеся на технологии морфинга. Фильтры отслеживают форму и выражение лица и позволяют корректировать видеоизображение: изменять цвет глаз, размер носа, форму лица и тому подобное.
В сентябре 2015 стартап был приобретен компанией Snapchat за $150 млн, после чего приложение было удалено из магазинов Google Play и App Store.
В июне 2016 компания открыла новый офис в Киеве, специализация которого — разработка новых фильтров для Snapchat.